# Sal Rei
Sal Rei é a sede do concelho da Boa Vista, e o maior centro urbano da ilha, em Cabo Verde. Tem uma população de 2.122 habitantes.

## Demografia
- 1991 (Censo de 23 de junho): 1.522
- 2000 (Censo de 16 de junho): 1.995
- 2004 (1 de janeiro): 2.122
- 2010: 5.778

## Coletividades desportivas

### Futebol
- Académica Operária
- Académico Sal Rei (ou Sal Rei FC)
- Sporting Boa Vista

## Património edificado
- Capela de Nossa Senhora de Fátima
- Forte Duque de Bragança